# Dreamachine
Dreamachine (nebo také stroj na sny) je stroboskopické blikající zařízení, které produkuje vizuální podněty. Malíř a básník Brion Gysin a spisovatel William Seward Burroughs, jež byli „systémovými poradci“ elektrotechnika a programátora Iana Sommerville (1940–1976), vytvořili v roce 1961 tento stroj na sny po přečtení knihy britského neurofyziologa a kybernetika Williama Greye Waltera (1910–1977)The Living Brain.

## Historie
Ve své původní podobě byl Dreamachine vyroben z válce se štěrbinami v řezu v bocích. Válec se umístil na otočný stůl a válec se otáčel při 78 nebo 45 otáčkách za minutu. Žárovka se umisťuje ve středu válce a rychlost otáčení umožňuje světlu vyjít z otvorů při konstantní frekvenci mezi 8 a 13 impulsy za sekundu. Tento kmitočtový rozsah odpovídá alfa vlnám, elektrickým oscilacím normálně přítomných v lidském mozku při odpočinku.

## Použití
Na Dreamachine se „díváte“ se zavřenýma očima: pulsující světlo stimuluje zrakový nerv a tak mění elektrické kmity mozku. Uživatelé zaznamenávají stále více jasné, složité vzory barev, které se zobrazují za zavřenými víčky. Vzory se mění v tvary a symboly, vířící kolem, dokud se uživatel necítí obklopen barvami. Tvrdí se, že pomocí Dreamachine lze vstoupit do hypnotického stavu. Tato zkušenost může být někdy velmi intenzivní, k úniku z ní je třeba otevřít pouze své oči. Dreamachine může být nebezpečný pro osoby s fotosenzitivní epilepsií nebo jinými nervovými poruchami. Má se za to, že jeden z 10 000 dospělých bude mít záchvat při sledování zařízení; ovšem negativní vliv bude mít na dvakrát tolik dětí.